# Przedkolcopłetwe
Przedkolcopłetwe, czołopłetwe (Protacanthopterygii) – nadrząd ryb promieniopłetwych z infragromady doskonałokostnych (Teleostei). Wśród taksonomów nie ma zgody w kwestii rzędów zaliczanych do przedkolcopłetwych. Na przestrzeni ostatnich 30 lat zaproponowano co najmniej 9 różnych hipotez filogenezy opartej na morfologii tej grupy ryb. Ogólnie akceptowane są dwa:
- Osmeriformes – stynkokształtne,
- Salmoniformes – łososiokształtne.

Część badaczy zalicza również:
- Esociformes – szczupakokształtne,

a w ostatnim wydaniu Fishes of the World Nelson wyróżnił dodatkowo rząd:
- Argentiniformes – srebrzykokształtne,

obejmując nim kilka rodzin dotychczas zaliczanych do stynkokształtnych (Osmeriformes). Badania genetyczne zdają się potwierdzać wyróżnianie wszystkich czterech wyżej wymienionych rzędów.